# Bosnie-Herzégovine aux Jeux olympiques
La Bosnie-Herzégovine participe aux Jeux olympiques depuis 1992. 
Aucune médaille n'a été remportée par le pays depuis sa première participation.
Le Comité national olympique de Bosnie-Herzégovine est créé en 1992 et reconnu par le Comité international olympique en 1993.